# برودكشن آي إم إس
برودكشن آي إم إس (باليابانية: 株式会社プロダクションアイムズ، بالروماجي:  Kabushiki-gaisha Purodakushon Aimuzu) هو استوديو رسوم متحركة ياباني تأسس في 14 فبراير عام 2013، من قبل أعضاء في استوديو AIC Spirits، ويقع مقره في نيريما، طوكيو. أغلق الاستوديو في 11 أكتوبر عام 2018، بسبب أفلاس الشركة.

## أعمال الاستوديو

### مسلسلات أنمي تلفزيونية
- ديت ا لايف II[3]
- أكتيف رايد: الفريق الثامن من قسم الإقتحام المتنقل (بالتعاون مع استوديو أورنج)[4]
- هندريد
- تاكونومي

## وصلات خارجية
- الموقع الرسمي (باليابانية)
- برودكشن آي إم إس على موقع IMDb (الإنجليزية)
- برودكشن آي إم إس على موقع ANN company (الإنجليزية)